# Maniobra de Credé

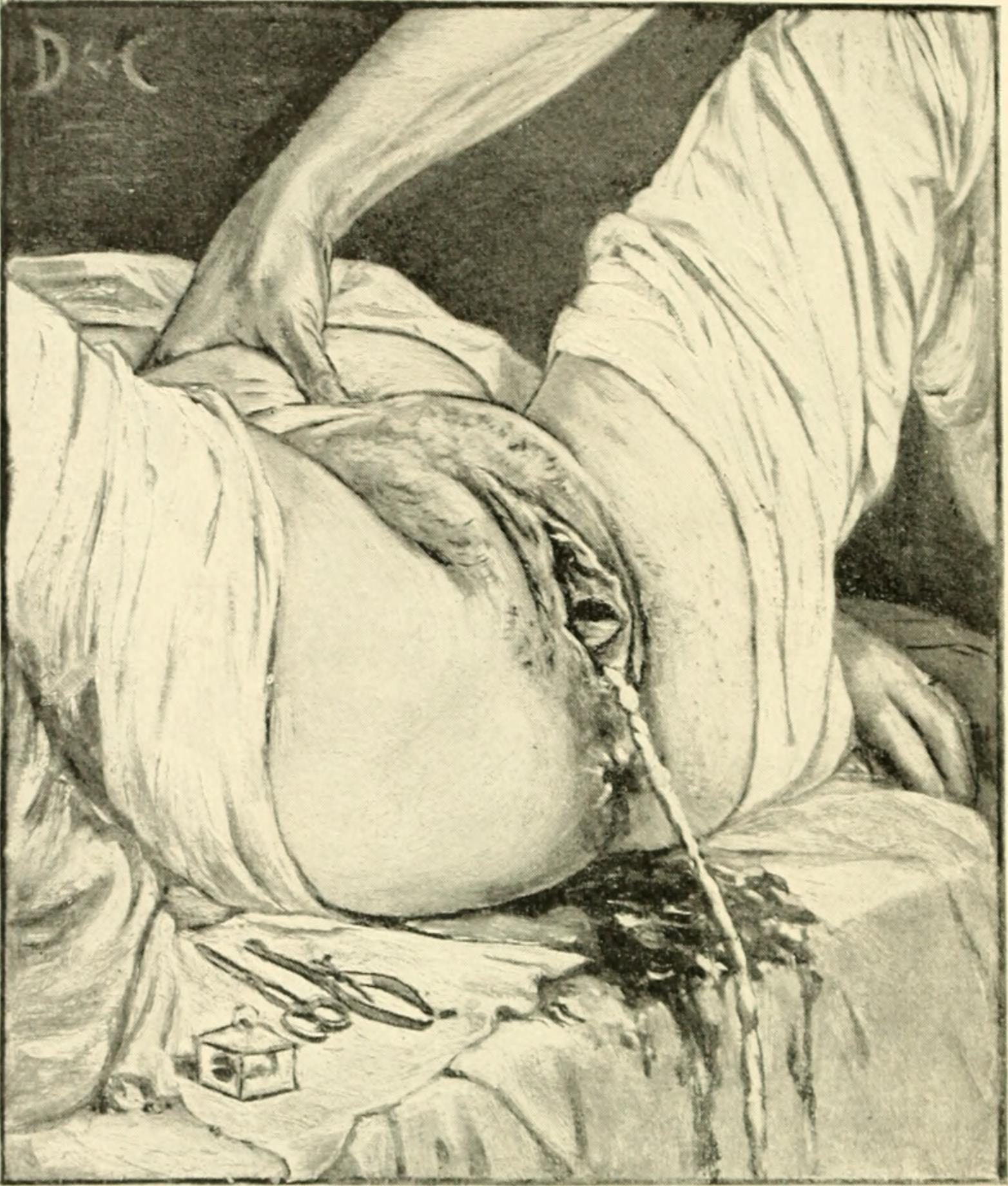

La maniobra de Credé es una técnica utilizada para vaciar la orina de la vejiga de una persona que, debido a alguna enfermedad, no puede hacerlo sin ayuda. La maniobra de Credé se ejecuta ejerciendo presión manual sobre el abdomen en la ubicación de la vejiga, justo debajo del ombligo. Las personas pueden aprender a realizar la maniobra por sí mismas, ya que es sencilla de realizar. El método también se utiliza en obstetricia para ayudar al cuerpo a expulsar la placenta después del parto. Le debe su nombre a Carl Siegmund Franz Credé. 